# Tritomoceras
Tritomoceras là một chi bướm đêm thuộc họ Noctuidae.